# تشارلز فريتز شابمان
تشارلز فريتز شابمان (بالإنجليزية: Charles Frederic Chapman)‏ هو كاتب وصحفي أمريكي، ولد في 4 يناير 1881 في نورويتش في الولايات المتحدة، وتوفي في 21 مارس 1976 بسبب نوبة قلبية.